# سمرا رحيملي
سمرا رحيملي (أذربيجان:Səmra Rəhimli ، ولدت في 20 أكتوبر 1994) مغنية آذارية، شاركت في برنامج او سس ترکیه 2015 في النسخة التركية من برنامج «ذا فويس» حيث وصلت إلى ربع النهائي ومارس 2016 كان لها مشاركة مميزة بوصلها إلى الدور النهائي في الموسم الأول من برنامج Səs Azərbaycan (صوت أذربيجان). مثلت بلدها في مسابقة الأغنية الأوروبية 2016 مع أغنية «معجزة».

## روابط خارجية
- سمرا رحيملي على موقع IMDb (الإنجليزية)
- سمرا رحيملي على موقع ميوزك برينز (الإنجليزية)
- سمرا رحيملي على موقع ديسكوغز (الإنجليزية)
- سمرا رحيملي على موقع قاعدة بيانات الفيلم (الإنجليزية)
- سمرا رحيملي على إنستغرام